# Marie Hřímalá
Marie Hřímalá, provdaná Staňková (7. září 1839 Plzeň – 13. května 1921 Salcburk), byla česká klavíristka a operní pěvkyně.

## Život
Narodila se v Plzni do rodiny varhaníka a skladatele Vojtěcha Hřímalého staršího. Koncertovala již od raného mládí. Od roku 1868 působila v Olomouci a v Brně jako operní pěvkyně. Pohybovala se v kruzích blízkých Boženě Němcová, kde se seznámila se svým budoucím manželem Josefem Staňkem. Vystupovala rovněž se svými bratry ve Smyčcovém kvartetu bratří Hřímalých. Po koncertních cestách se roku 1881 usadila v Salcburku, kde získala místo profesorky zpěvu a klavíru v Mozarteu. V Salcburku též žila její mladší sestra Anna Hřímalá.